# Ньютаун-Грант (Пенсільванія)
Ньютаун-Грант (англ. Newtown Grant) — переписна місцевість (CDP) в США, в окрузі Бакс штату Пенсільванія. Населення — 5855 осіб (2020).

## Географія
Ньютаун-Грант розташований за координатами 40°15′36″ пн. ш. 74°57′22″ зх. д. / 40.26000° пн. ш. 74.95611° зх. д. (40.260114, -74.956111).  За даними Бюро перепису населення США в 2010 році переписна місцевість мала площу 2,00 км², з яких 2,00 км² — суходіл та 0,00 км² — водойми.

## Демографія
Згідно з переписом 2010 року, у переписній місцевості мешкало 3620 осіб у 1542 домогосподарствах у складі 1014 родин. Густота населення становила 1812 осіб/км².  Було 1589 помешкань (795/км²).
Расовий склад населення:
| - 87,7 % — білих - 9,0 % — азіатів - 1,4 % — чорних або афроамериканців - 0,1 % — корінних американців |

До двох чи більше рас належало 1,3 %. Частка іспаномовних становила 2,7 % від усіх жителів.
За віковим діапазоном населення розподілялося таким чином: 23,8 % — особи молодші 18 років, 68,1 % — особи у віці 18—64 років, 8,1 % — особи у віці 65 років та старші. Медіана віку мешканця становила 40,7 року. На 100 осіб жіночої статі у переписній місцевості припадало 88,7 чоловіків;  на 100 жінок у віці від 18 років та старших — 82,4 чоловіків також старших 18 років.
Середній дохід на одне домашнє господарство  становив 132 389 доларів США (медіана — 101 970), а середній дохід на одну сім'ю — 149 883 долари (медіана — 124 107). Медіана доходів становила 104 167 доларів для чоловіків та 75 556 доларів для жінок. За межею бідності перебувало 3,2 % осіб, у тому числі 3,9 % дітей у віці до 18 років та 0,0 % осіб у віці 65 років та старших.
Цивільне працевлаштоване населення становило 1979 осіб. Основні галузі зайнятості: освіта, охорона здоров'я та соціальна допомога — 25,0 %, науковці, спеціалісти, менеджери — 15,0 %, фінанси, страхування та нерухомість — 14,2 %.